# Louis Adamic

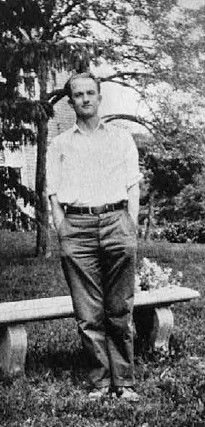
Louis Adamic 1931.

Louis Adamic, ursprungligen Alojz Adamič, född 23 mars 1899 i Praproče pri Grosupljem i dåvarande Österrike-Ungern, död 4 september 1951 i Milford i New Jersey, var en slovensk-amerikansk författare.
Som immigrant blev Adamic som författare en skildrare av immigranternas situation i det nya landet. I sociala reportage som Laughing in the Jungle (1932) och The Native's Return (1934, svensk översättning "Hemkomsten. En emigrant upptäcker sitt gamla fosterland") och i romaner som Grandsons (1935). Med sin litteratur blev Adamic en av 1930-talets stora arbetarskildrare och var en föregångare till New Journalism.